# Koos Moerenhout
Jacobus « Koos » Moerenhout (né le 5 novembre 1973 à Achthuizen dans la Hollande-Méridionale) est un coureur cycliste néerlandais. Ayant commencé sa carrière professionnelle en 1996 dans l'équipe Rabobank, il court à nouveau pour cette dernière lors de ses dernières saisons professionnelles, de 2007 à 2010. Il a notamment remporté à deux reprises le championnat des Pays-Bas sur route et a remporté des étapes du Tour du Pays basque, du Tour d'Autriche et de l'Eneco Tour. Après sa carrière de coureur, il devient directeur sportif. Il est actuellement entraîneur national de l'équipe masculine des Pays-Bas et directeur sportif de l'équipe continentale professionnelle américaine Hagens Berman-Axeon.

## Carrière
Koos Moerenhout passe professionnel en 1996 au sein de la formation néerlandaise Rabobank. Lors de sa première saison professionnelle, il remporte une étape puis le classement final du Circuit franco-belge. Il quitte la Rabobank pour rejoindre l'équipe Farm Frites en 2000. Il évolue ensuite dans les équipes Domo-Farm Frites, Lotto-Domo, Davitamon-Lotto et Phonak avant de revenir à la Rabobank en 2007. Cette année-là, il remporte pour la première fois le titre de Champion des Pays-Bas sur route. Dépossédé du maillot tricolore en 2008 par Lars Boom, il le récupère en 2009. Il remporte également une étape du Tour d'Autriche et termine deuxième du Tour de Belgique.
Devenu capitaine de route de Rabobank, il annonce lors de la deuxième journée de repos du Tour de France 2010 l'arrêt de sa carrière à la fin de la saison. Il remporte en août la troisième étape de l'Eneco Tour se classant alors deuxième du général derrière Tony Martin. Il conserve ce rang jusqu'au terme de l'épreuve notamment grâce à une cinquième place lors de l'ultime étape, un contre-la-montre de 16,9 km. Sélectionné pour les championnats du monde, il termine tout d'abord sixième du contre-la-montre. Lors de la course en ligne, il figure aux avant-postes lors des derniers kilomètres de l'épreuve. Il termine finalement treizième et meilleur néerlandais de ce qui est sa dernière course professionnelle après une carrière de 15 saisons.
Moerenhout reste néanmoins dans l'équipe Rabobank et intervient dans sa communication. En 2013, il devient directeur sportif de l'équipe féminine Rabobank. Après quatre saisons, il rejoint en 2017 Axeon-Hagens Berman, toujours en tant que directeur sportif. En novembre 2018, il est nommé sélectionneur de l'équipe masculine des Pays-Bas sur route, tout en conservant son poste de directeur sportif de l'équipe continentale professionnelle américaine Hagens Berman-Axeon.

## Vie privée
Koos Moerenhout a épousé sa compatriote Edith Klep en 2006. Ils ont ensemble deux enfants, une fille aînée et un garçon (né en 2007). Ils se sont rencontrés sur les championnats du monde sur route en 1994 en Sicile.

## Palmarès

### Palmarès amateur
- 1990
  - 2e du Trofeo Emilio Paganessi
- 1991
  - 3e étape des Trois Jours d'Axel
  - 3e des Trois Jours d'Axel
  - 3e du championnat des Pays-Bas sur route juniors
  - 3e du Trofeo Buffoni
- 1994
  - Classement général du Tour de Liège
  - 1re étape du Tour d'Autriche
  - 2e du Tour d'Autriche
  - 2e de la Flèche du Sud
- 1995
  - 2e du Tour de Cologne amateurs
  - 3e du Zesbergenprijs Harelbeke

### Palmarès professionnel
| - 1996 - Circuit franco-belge : - Classement général - 1re étape - 1997 - 8e étape du Tour de Rhénanie-Palatinat - 1999 - 4e étape du Tour du Pays basque - 3e du Grand Prix de Wallonie - 3e de la LuK-Cup - 8e de la Flèche wallonne - 2000 - 1re étape du Tour Down Under - 2e du championnat des Pays-Bas sur route - 2001 - 3e du Circuit de Getxo - 2003 - 4e étape du Tour de Rhénanie-Palatinat | - 2004 - 2e du championnat des Pays-Bas sur route - 2007 - Champion des Pays-Bas sur route - 2008 - 2e du championnat des Pays-Bas sur route - 2009 - Champion des Pays-Bas sur route - 7e étape du Tour d'Autriche (contre-la-montre) - 2e du Tour de Belgique - 2e du championnat des Pays-Bas du contre-la-montre - 6e du championnat du monde de contre-la-montre - 2010 - 3e étape de l'Eneco Tour - 2e du championnat des Pays-Bas du contre-la-montre - 2e de l'Eneco Tour - 6e du championnat du monde du contre-la-montre |  |

## Résultats sur les grands tours

### Tour de France
7 participations
- 1998 : 44e
- 2000 : 77e
- 2003 : 128e
- 2004 : 100e
- 2006 : 62e
- 2008 : 34e
- 2010 : 52e

### Tour d'Italie
3 participations
- 2000 : abandon
- 2003 : 53e
- 2007 : 70e

### Tour d'Espagne
7 participations
- 1997 : 65e
- 1998 : abandon
- 1999 : abandon
- 2002 : 72e
- 2005 : 13e
- 2007 : 42e
- 2009 : 36e

## Classements mondiaux
| Année                  | 2005 | 2006 | 2007 | 2008 | 2009 | 2010 |
| ---------------------- | ---- | ---- | ---- | ---- | ---- | ---- |
| Classement ProTour     | 123e |      |      |      |      |      |
| Calendrier mondial UCI |      |      |      |      |      | 58e  |